# Dichelonyx vandykei
Dichelonyx vandykei är en skalbaggsart som beskrevs av Saylor 1932. Dichelonyx vandykei ingår i släktet Dichelonyx och familjen Melolonthidae. Inga underarter finns listade i Catalogue of Life.